# Obergrochlitz/Caselwitz
Obergrochlitz/Caselwitz ist ein Stadtteil der Stadt Greiz im Landkreis Greiz in Thüringen.

## Lage
Der Stadtteil liegt südwestlich von Greiz auf zwei Bergkämmen über dem Tal der Weißen Elster. Im Westen liegt Moschwitz, im Nordwesten Untergrochlitz. Östlich befindet sich im Tal der Ort Dölau (Greiz) mit dem Speicher Greiz-Dölau.
Obergrochlitz/Caselwitz besteht im Wesentlichen aus den Dörfern Obergrochlitz und Caselwitz. Zwischen beiden liegt die Eichleite und nördlich von Obergrochlitz das Schleußengut. 

## Geschichte
Caselwitz wurde am 4. August 1313 und Obergrochlitz 1449 erstmals urkundlich erwähnt. Weite Teile des heutigen Obergrochlitz gehörten damals zu Caselwitzer Flur, dieser Ort hieß „Neucaselwitz“. Die beiden Gemeinden schlossen sich am 1. Januar 1922 zur Gemeinde Caselwitz-Grochlitz zusammen. Bereits nach zehn Monaten wurde diese bereits nach Greiz eingemeindet, wobei der Name Caselwitz-Grochlitz zunächst bestehen blieb. Wann er konkret geändert wurde, ist unklar. Heute gehört bis auf die Ortslage Caselwitz der komplette Ortsteil zur geschlossenen Bebauung von Obergrochlitz.

## Politik
Obergrochlitz/Caselwitz besitzt eine eigene Ortsteilverfassung und einen Ortsteilrat. Der Ortsbürgermeister ist seit der Kommunalwahl 2019 Holger Steiniger (Die Linke).

## Verkehr
Der Ortsteil ist durch die Kreisstraße 203 erschlossen, die von Greiz über Obergrochlitz und die Krellenhäuser nach Tremnitz führt. Caselwitz und die Eichleite sind über Kommunalstraßen angebunden.  
Der Nahverkehr im Ortsteil wird durch die PRG Greiz durchgeführt. Deren Linie 12 verbindet Obergrochlitz stündlich und Caselwitz mehrmals täglich mit Greiz. Weiterhin verkehrt die Linie 2 nach Elsterberg und Cossengrün über den Ortsteil.
Obergrochlitz besitzt mit dem Flugplatz Greiz-Obergrochlitz einen für die Region wichtigen Sportflugplatz.